# Adrima
Adrima ist ein deutsches Tranceprojekt. Es besteht aus Musikern des Produktionsteams Bass Bumpers. Alle Lieder wurden von Henning Reith (Keyboard), Caba Kroll (DJ), Andreas Litterscheid (als CJ Stone, DJ) und Akira Yamamoto (als Chorn Pin Chang, Hauptsongwriter) geschrieben, aufgenommen und produziert. Zwischen 1997 und 2005 erschienen über Dos or Die Recordings sieben Singles. Am bekanntesten ist Can’t Stop Raving. Das Lied stieg 2002 in die deutschen und österreichischen Single-Charts ein.
Nach der Single Discoland im Jahr 2005 wurde das Projekt aufgelöst. Seit 2012 wird das Projekt wieder von CJ Stone in benutzung genommen und es wurden neue Singles veröffentlicht.

## Diskografie
Singles
- 1997: For Love
- 1998: Living on a Fantasy
- 2001: Can’t Stop Raving
- 2002: Rainbowland
- 2002: I Can’t Stand It
- 2005: Discoland